# Centrodiplosis falcigera
Centrodiplosis falcigera är en tvåvingeart som beskrevs av Jean-Jacques Kieffer och Jörgensen 1910. Centrodiplosis falcigera ingår i släktet Centrodiplosis och familjen gallmyggor. Inga underarter finns listade i Catalogue of Life.